# Dolphin (файловий менеджер)
Dolphin — файловий менеджер середовища KDE, починаючи з версії 4.0, яка вийшла 11 січня 2008 року. Dolphin взяв на себе частину обов'язків Konqueror, котрий раніше виконував у KDE функцію файлового менеджера і веббраузера. Зовні Dolphin нагадує файловий менеджер середовища Gnome Nautilus, і повністю відповідає HIG.
У попередніх версія KDE як файлового менеджера, а також веббраузеру за замовчуванням використовувався Konqueror. А втім, багато користувачів критикували Konqueror за те, що він занадто складний для простих операцій з файлами. В результаті чого розробники розділили функціональність Konqueror на два окремих додатки. Dolphin став файловим менеджером, а Konqueror став розвиватися головним чином як веббраузер. Konqueror досі може застосовуватися як альтернативний файловий менеджер для KDE.

## Можливості
- Режим «ланцюжка навігації» в адресному рядку.
- 3 режими перегляду (іконки, деталі, стовпчики) з можливістю збереження використаного режиму для кожної директорії.
- Попередній перегляд файлів.
- Відображення в двох колонках.
- Робота з віддаленими і віртуальними файловими системами за допомогою KIO.
- Відкривання директорій у вкладках.
- Сортування і групування файлів по імені, розміру, типу і інших особливостях.
- Інтеграція з Nepomuk (в тому числі пошук по тегах, рейтингу і коментарях).
- Додаткові панелі (інформація, термінал).

## Dolphin і KDE3
З початком розробки KDE4, розробка Dolphin для KDE3 була офіційно зупинена. Однак ще деякий час Dolphin для KDE3 неофіційно виходив під назвою D3lphin і включав в себе виправлення помилок, а також невеликі покращення. D3lphin містить багато виправлень та нову бічну панель і підтримується проектом TDE.